# 762

## Esdeveniments
- Per primer cop, Bagdad és la capital dels abbàssides

## Necrològiques
- 30 de novembre, Dangtu (Xina): Li Bai, Li Po o Li Tai Po (en xinès: 李白, en pinyin: Lǐ Bái o Lǐ Bó), poeta xinès. (n. 701),[1]